# Championnat de Finlande de football 1981
Navigation
Saison précédente Saison suivante
La saison 1981 du Championnat de Finlande de football était la 52e édition de la première division finlandaise à poule unique, la Mestaruussarja. À la fin de cette première phase où s'affrontent douze équipes, les huit premiers se rencontrent une fois au sein de la poule pour le titre, tandis que les quatre derniers affrontent les quatre premiers clubs de D2 au sein d'une poule de promotion-relégation, qui voit les quatre premiers rejoindre la première division.
C'est le HJK Helsinki qui remporte le championnat après avoir terminé en tête du classement final de la poule pour le titre, avec 2 points d'avance sur le duo KPT Kuopio (qui avait fini leader de la première phase)-Haka Valkeakoski. Le double tenant du titre, l'OPS Oulu, termine dernier de la poule finale. Le HJK réussit le doublé en s'imposant en finale de la Coupe de Finlande face au Kuusysi Lahti.

## Les 12 clubs participants
| - Ilves Tampere - Sepsi-78 Seinäjoki - MP Mikkeli - Promu de Ykkonen - KPT Kuopio - Haka Valkeakoski - OPS Oulu | - HJK Helsinki - RoPS Rovaniemi - Promu de Ykkonen - KTP Kotka - TPS Turku - KuPS Kuopio - MiPK Mikkeli - Promu de Ykkonen |

## Compétition
Le barème de points servant à établir les classements se décompose ainsi :
- Victoire : 2 points
- Match nul : 1 point
- Défaite : 0 point

### Première phase
| Rang | Équipe             | Pts | J  | G  | N | P  | Bp | Bc | Diff |
| ---- | ------------------ | --- | -- | -- | - | -- | -- | -- | ---- |
| 1    | KPT Kuopio         | 31  | 22 | 11 | 9 | 2  | 45 | 22 | +23  |
| 2    | HJK Helsinki       | 28  | 22 | 12 | 4 | 6  | 40 | 24 | +16  |
| 3    | TPS Turku          | 28  | 22 | 11 | 6 | 5  | 36 | 22 | +14  |
| 4    | Haka Valkeakoski   | 27  | 22 | 11 | 5 | 6  | 42 | 24 | +18  |
| 5    | KTP Kotka          | 26  | 22 | 11 | 4 | 7  | 33 | 26 | +7   |
| 6    | OPS Oulu T         | 25  | 22 | 9  | 7 | 6  | 43 | 34 | +9   |
| 7    | Ilves Tampere      | 24  | 22 | 9  | 6 | 7  | 44 | 28 | +16  |
| 8    | KuPS Kuopio        | 23  | 22 | 10 | 3 | 9  | 34 | 37 | -3   |
| 9    | Sepsi-78 Seinäjoki | 20  | 22 | 8  | 4 | 10 | 21 | 30 | -9   |
| 10   | RoPS Rovaniemi P   | 13  | 22 | 5  | 3 | 14 | 27 | 44 | -17  |
| 11   | MP Mikkeli P       | 11  | 22 | 4  | 3 | 15 | 17 | 50 | -33  |
| 12   | MiPK Mikkeli       | 8   | 22 | 2  | 4 | 16 | 22 | 63 | -41  |

|  | Participation à la poule pour le titre              |
|  | Participation à la poule de promotion-relégation    |
|  | T Tenant du titre P Club promu de deuxième division |

### Seconde phase

#### Poule pour le titre
Les 8 équipes conservent la moitié du total des points (arrondi au supérieur) acquis lors de la première phase.
| Rang | Équipe           | Pts | J  | G  | N  | P  | Bp | Bc | Diff |
| ---- | ---------------- | --- | -- | -- | -- | -- | -- | -- | ---- |
| 1    | HJK Helsinki C   | 25  | 29 | 17 | 5  | 7  | 57 | 32 | +25  |
| 2    | KPT Kuopio       | 23  | 29 | 13 | 12 | 4  | 56 | 28 | +28  |
| 3    | Haka Valkeakoski | 23  | 29 | 15 | 6  | 8  | 54 | 34 | +20  |
| 4    | TPS Turku        | 22  | 29 | 13 | 10 | 6  | 46 | 27 | +19  |
| 5    | Ilves Tampere    | 19  | 29 | 12 | 7  | 10 | 59 | 46 | +13  |
| 6    | KTP Kotka        | 18  | 29 | 12 | 7  | 10 | 38 | 36 | +2   |
| 7    | KuPS Kuopio      | 18  | 29 | 11 | 7  | 11 | 46 | 50 | -4   |
| 8    | OPS Oulu T       | 16  | 29 | 10 | 8  | 11 | 55 | 58 | -3   |

|  | Qualification pour la Coupe d'Europe des clubs champions 1982-1983 |
|  | Qualification pour la Coupe UEFA 1982-1983                         |
|  | T Tenant du titre C Vainqueur de la Coupe de Finlande              |

#### Poule de promotion-relégation
Les 8 équipes reçoivent un bonus en fonction de leur classement en D1 ou D2. Les clubs d'Ykkonen sont indiqués en italique.
| Rang | Équipe                | Pts | J | G | N | P | Bp | Bc | Diff |
| ---- | --------------------- | --- | - | - | - | - | -- | -- | ---- |
| 1    | Kuusysi Lahti +4      | 14  | 7 | 4 | 2 | 1 | 17 | 8  | +9   |
| 2    | Elo Kuopio +2         | 13  | 7 | 5 | 1 | 1 | 12 | 4  | +8   |
| 3    | KPV Kokkola +3        | 12  | 7 | 4 | 1 | 2 | 16 | 10 | +6   |
| 4    | Sepsi-78 Seinäjoki +4 | 12  | 7 | 3 | 2 | 2 | 16 | 11 | +5   |
| 5    | RoPS Rovaniemi +3     | 12  | 7 | 4 | 1 | 2 | 16 | 13 | +3   |
| 6    | MP Mikkeli +2         | 5   | 7 | 0 | 3 | 4 | 7  | 18 | -11  |
| 7    | Honka Espoo +1        | 4   | 7 | 1 | 1 | 5 | 7  | 16 | -9   |
| 8    | MiPK Mikkeli +1       | 4   | 7 | 1 | 1 | 5 | 8  | 19 | -11  |

|  | Qualification pour la Coupe des Coupes 1982-1983 |
|  | Promotion en Mestaruussarja                      |
|  | Relégation en deuxième division                  |

## Bilan de la saison
| Championnat de Finlande de football 1981                  |                          |
| Champion                                                  | HJK Helsinki (13e titre) |
| Coupes et trophées                                        |                          |
| Vainqueur de la Coupe de Finlande 1981                    | HJK Helsinki             |
| Qualifications continentales                              |                          |
| Coupe d'Europe des clubs champions 1982-1983 Premier tour | HJK Helsinki             |
| Coupe des Coupes 1982-1983 Premier tour                   | Kuusysi Lahti            |
| Coupe UEFA 1982-1983 Premier tour                         | KPT Kuopio               |
| Promotions et relégations                                 |                          |
| Promus en Mestaruussarja                                  | Kuusysi Lahti            |
| Promus en Mestaruussarja                                  | Elo Kuopio               |
| Promus en Mestaruussarja                                  | KPV Kokkola              |
| Relégués en Ykkonen                                       | RoPS Rovaniemi           |
| Relégués en Ykkonen                                       | MP Mikkeli               |
| Relégués en Ykkonen                                       | MiPK Mikkeli             |